# Ferecetotherium
Genre
Espèce
Ferecetotherium est un genre éteint de mammifères marins de la famille des Physeteridae, dont l'unique membre était Ferecetotherium kelloggi, datant de l'Oligocène supérieur (Chattien) il y a environ entre −28 et −23 Ma (millions d'années). Ferecetotherium n'a été trouvé que sur un seul site à Perekishkyul en Azerbaïdjan. L'espèce, proche du cachalot, fut décrite en 1970 ; la dénomination spécifique commémore Remington Kellogg, éminent spécialiste des cétacés fossiles.